# 路德維希·克拉夫特 (拿騷-薩爾布魯根)
路德維希·克拉夫特（德語：Ludwig Kraft，1663年3月28日—1713年2月14日），拿騷-薩爾布魯根伯爵，1677年至1713年在位。

## 家庭
1699年，路德維希·克拉夫特與霍恩洛厄-朗根堡伯爵海因里希·腓特烈的女兒菲律賓·亨麗埃特結婚，兩人共有三個女兒：
1. 卡羅琳（1704年—1774年）
2. 路易絲（1705年—1766年）
3. 艾蕾諾爾（1707年—1769年），與表哥路德維希結婚